# Agnolotti piemontesi
Gli agnolotti piemontesi, o più semplicemente agnolotti (agnolòt o gnolòt in piemontese), sono una specialità di pasta ripiena tradizionale della Lombardia, ma diffusa in tutta la regione. 
Esistono varianti degli agnolotti, tra cui gli agnolotti pavesi, che si differenziano per il ripieno a base di stufato.

## Storia

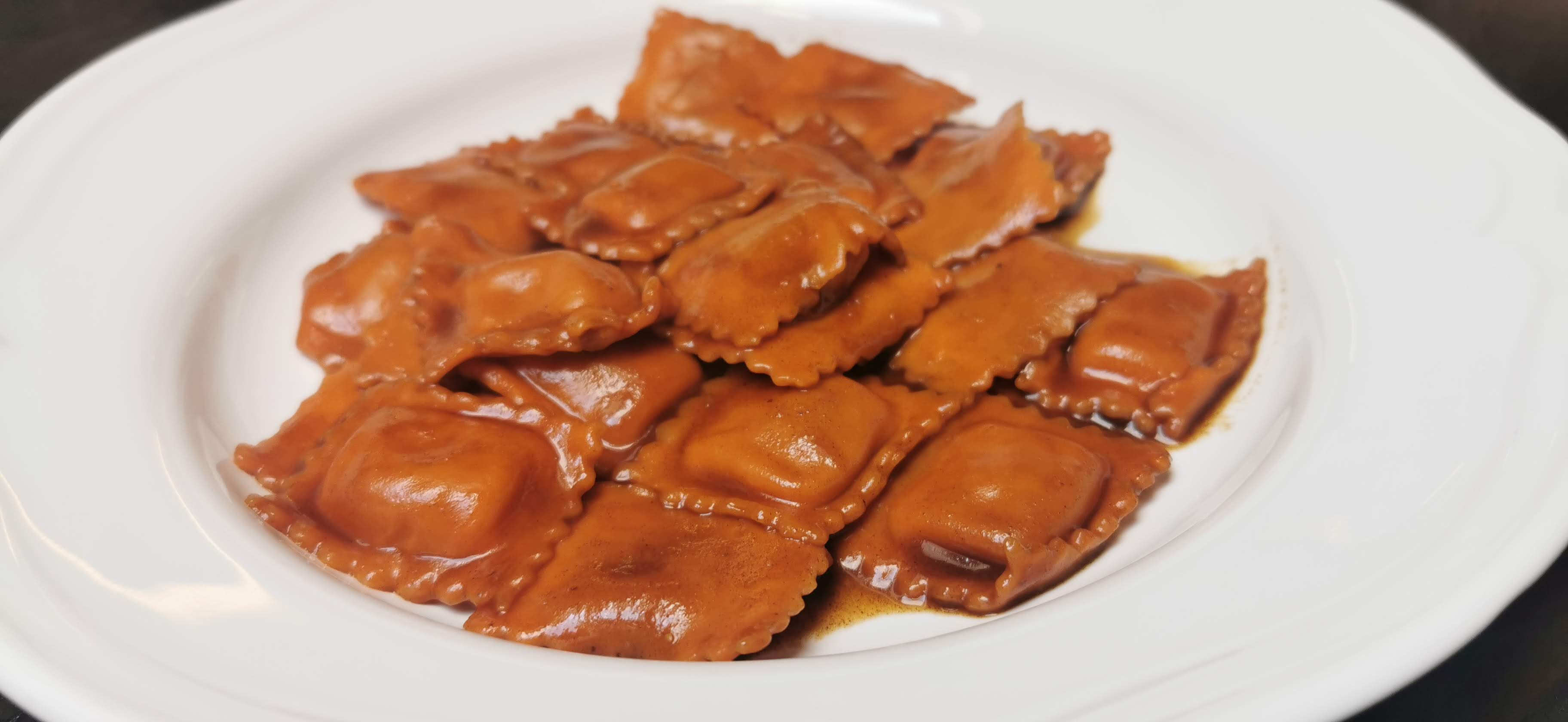
Agnolotti al sugo d'arrosto

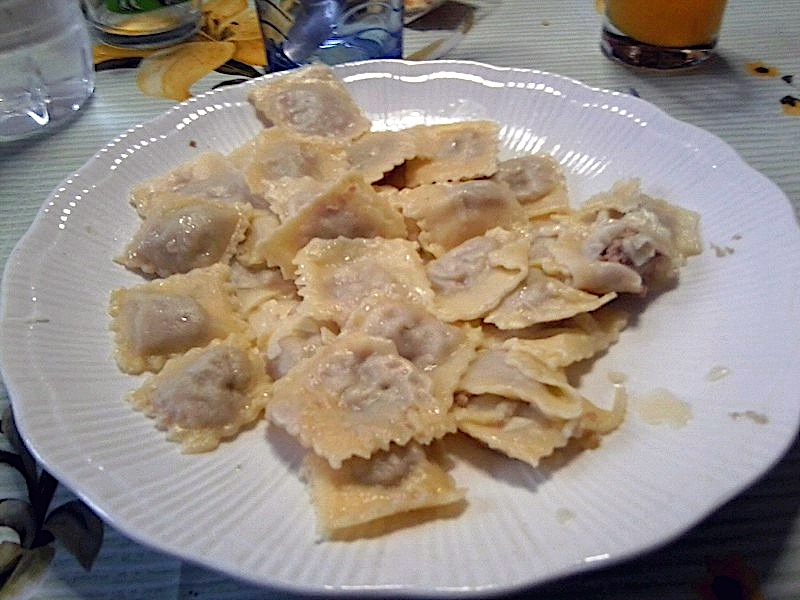
Piatto di agnolotti piemontesi fatti a mano alla moda di Viarigi

L'origine del nome è incerta: la tradizione popolare identifica in un cuoco monferrino di nome Angiolino, detto Angelòt, la formulazione della ricetta; in seguito la specialità di Angelòt sarebbe diventata l'attuale Agnolotto. Un'altra teoria più moderna fa derivare il nome dal piemontese anolòt che nient'altro era che un ferro adoperato per tagliare questa pasta a forma di anello, che a detta di alcuni era appunto la forma primitiva che assunsero gli agnolotti.
L'agnolotto è un piatto classico della cucina popolare piemontese: è infatti consuetudine utilizzare per il ripieno gli avanzi di arrosto dei giorni precedenti, triturati e mescolati fra loro, insieme a verdure, formaggio o altri ingredienti. Considerando questa origine risulta improprio parlare di una ricetta tradizionale per il ripieno, in quanto questo variava in relazione agli avanzi a disposizione; il fatto che questa sia da considerare l'origine più genuina dell'agnolotto è attestata dall'utilizzo del sugo d'arrosto per il condimento: questa ricetta infatti prevede di riutilizzare non solo la carne avanzata, ma anche l'intingolo dell'arrosto, coerentemente con la tradizione contadina che prevede di evitare ogni spreco.

## Descrizione

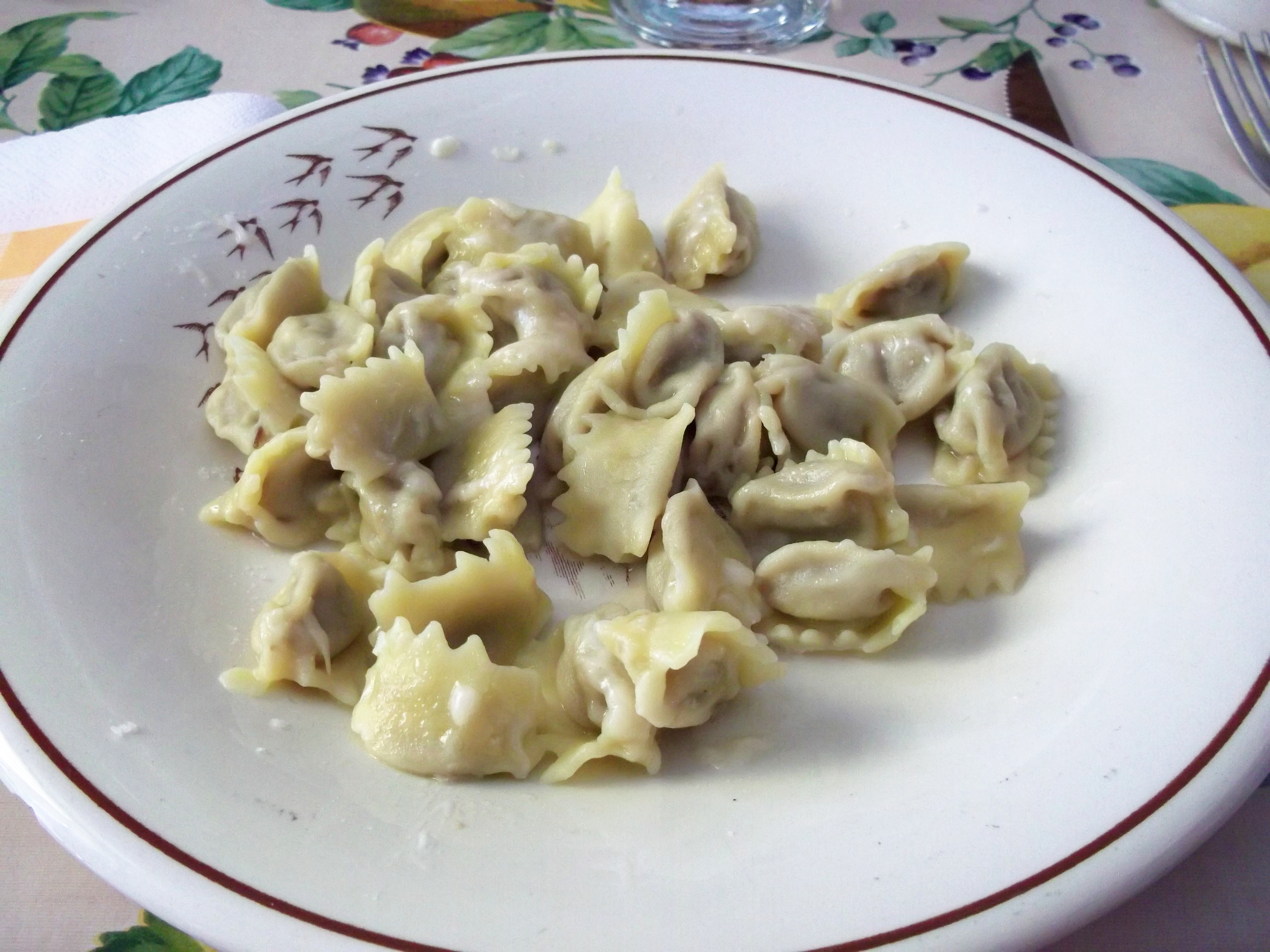
Agnolotti del plin o al plin

La forma tradizionale è quadrata, con lati di 2/3 cm dentellati (vengono infatti tagliati con un'apposita rotella). Sono composti da due sfoglie di pasta all'uovo sottili che lasciano intravedere il loro ripieno. A distinguere l'alimento rispetto alla maggior parte degli altri formati di pasta ripiena in Italia è l'utilizzo di carne arrosto per il ripieno. Sono ripieni con carni diverse, anche miste, una verdura (solitamente indivia, biete, cavoli e spinaci) o una verdura e uova da usare come legante.
Gli agnolotti piemontesi si accompagnano spesso con vini rossi locali di origine povera tra i quali spiccano:
- Dolcetto d'Ovada[2]
- Dolcetto d'Alba[2]
- Barbera d'Asti[3]
- Barbera del Monferrato[3][4]

## Condimenti
Pur potendo essere cucinati in diversi modi, sono quattro le ricette tradizionali:
- con sugo di carne arrosto.
- con burro, salvia e formaggio grana.
- con ragù di carne alla piemontese.
- in brodo di carne.
- nel vino (solo in alcuni paesi dell'Alto Monferrato).

La ricetta classica non prevede la creazione di agnolotti piemontesi di magro: nel raro caso vengano prodotti, sono comunque denominati ravioli; allo stesso modo sono denominati ravioli gli agnolotti piemontesi contenenti un ripieno a base di fontina, comuni nel Canavese e nella Valle d'Aosta.

## Varianti
Il Dizionario delle cucine regionali italiane edito da Slow Food segnala oltre dieci varianti di agnolotti diffuse nel solo Piemonte.

### Agnolotti del plin
Caratteristici della zona delle Langhe e del Monferrato sono gli agnolotti del plin o al plin, di piccole dimensioni e forma perlopiù rettangolare, di cui era molto ghiotto Piero Angela (il termine deriva appunto dal "plin", ovvero il pizzicotto che viene dato per chiuderlo). 
Sia gli agnolotti piemontesi che gli agnolotti del plin sono inseriti nell'elenco dei Prodotti agroalimentari tradizionali italiani, stilato dal Ministero delle politiche agricole alimentari e forestali e quindi tutelati secondo un disciplinare della Regione Piemonte.

### Agnolotti d'asino
Unici in tutto il Piemonte, e tipici del paese di Calliano in provincia di Asti, sono gli agnolotti d'asino, che si caratterizzano, a differenza di quelli standard, per avere il ripieno di carne d'asino.